# Joan Carrero Saralegui
Joan Carrero Saralegui (Arjona, Província de Jaén, 18 de febrer de 1951) és un pacifista mallorquí. Fou candidat al Premi Nobel de la Pau l'any 2000 per la tasca realitzada en favor de la pau al conflicte dels Grans Llacs a Àfrica. Finalment, però, el premi d'aquell any es concedí al president coreà Kim Dae Jung. Presideix la Fundació S'Olivar d'Estellencs, a la Serra de Tramuntana de Mallorca. El 2013 rebé la medalla d'Honor i Gratitud de Mallorca.